# Notoplites obliquidens
Notoplites obliquidens är en mossdjursart som beskrevs av Harmer 1926. Notoplites obliquidens ingår i släktet Notoplites och familjen Candidae. Inga underarter finns listade i Catalogue of Life.